# Cixi
Pour les articles homonymes, voir Cixi (homonymie).
Cixi, ou Tseu-Hi, ou Ts'eu-hi (chinois : 慈禧 ; pinyin : Cíxǐ ; wade-giles : Tz'u-Hsi), née le 29 novembre 1835 à Pékin et morte le 15 novembre 1908 à la Cité interdite, est une impératrice douairière de Chine de la dynastie Qing qui exerça la réalité du pouvoir en Chine pendant 47 ans, de 1861 à sa mort.
Choisie adolescente par l'empereur Xianfeng et sa mère pour devenir concubine impériale, elle donne naissance à un fils, qui deviendra l'empereur Tongzhi après la mort de Xianfeng. Son véritable nom est Yehenala Xingzhen mais, après l'intronisation de son fils, elle prend le nom honorifique de « Cixi » (prononcé approximativement « Ts'eu-shi ») : « mère vénérable ». Cixi parvient à renverser le groupe de régents nommé par l'empereur défunt et assume elle-même la régence durant l'enfance de son fils aux côtés de l'impératrice douairière Ci'an. Alors que Ci'an est officiellement au-dessus de Cixi dans l'ordre protocolaire, elle est en réalité effacée et laisse tous les pouvoirs de la régence aux mains de Cixi. Cixi consolide ensuite son contrôle sur la dynastie et, à la mort de l'empereur Tongzhi, contrairement aux règles de succession, elle installe son neveu sur le trône sous le titre d'empereur Guangxu en 1875.
Bien qu'elle refuse d'adopter un modèle de gouvernement occidental, elle soutient néanmoins le mouvement d'auto-renforcement technologique et militaire. Cixi rejette la réforme des Cent Jours de 1898 qu'elle considère impraticable et nuisible au pouvoir dynastique et place l'empereur Guangxu sous surveillance pour avoir apporté son soutien aux réformateurs. Après la révolte des Boxers et l'invasion des armées alliées, les pressions externes et internes forcent Cixi à effectuer des changements institutionnels qu'elle avait refusés jusque-là et elle nomme des réformateurs à des postes de fonctionnaires. La dynastie est déposée par la révolution chinoise de 1911, trois ans après sa mort (et la nouvelle ère républicaine commence le 1er janvier 1912).
Les historiens chinois et internationaux la représentent généralement comme un despote et comme la responsable de la chute de la dynastie, tandis que d'autres suggèrent que ses adversaires réformateurs ont réussi à en faire un bouc émissaire de problèmes qui allaient au-delà de son pouvoir, qu'elle est intervenue pour calmer les troubles, qu'elle n'était pas plus impitoyable que les autres dirigeants, et qu'elle était même résolument réformiste vers la fin de sa vie.

## Biographie

### Concubine impériale
Fille de sang noble de Huizheng, un porte-enseigne issu du clan mandchou Yehe Nara (en) (pinyin : Yèhè Nālā Shì), un clan des Jürchens Haixi, Cixi, née durant l'hiver 1835, voit son éducation prise en charge par son oncle à la mort de ses parents. À l'âge de quinze ans, elle fait partie d'un groupe de soixante jeunes filles choisies pour devenir les concubines de l'empereur de Chine Xianfeng, et se voit nommée concubine de sixième rang ou « noble dame », avec le nom honorifique « Lan » (chinois : 蘭貴人, pinyin : Lán guìrén).

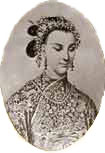
Portrait de Cixi, concubine impériale.

Un jour, son eunuque personnel transgresse les règles de la Cité interdite et révèle à sa maîtresse qu'il peut l'aider pour que l'empereur veuille la choisir pour la nuit. Cixi se fâche mais accepte finalement de l'écouter. Cixi use de ruse et de calculs pour entrer dans les bonnes grâces du grand eunuque de la cité impériale, lequel fit ensuite l'éloge de la beauté de Cixi à l'empereur.
En 1852, l’empereur Xianfeng commence à grandement la favoriser. Au terme de trois mois entiers passés auprès de lui, elle devient la favorite impériale en titre. Le 27 avril 1856, elle donne naissance à un fils du nom de Zaichun, destiné à succéder à son père sur le trône. Après avoir donné un fils à l'Empire, elle est, après l'impératrice, la femme la plus importante de l'Empire.
Toutefois, son ascension a un prix : l'éducation du prince héritier est confiée à l'impératrice, sa rivale, et aux eunuques de la Cour. Cependant Cixi, favorite de l'empereur, est sa conseillère dans les affaires de l'Empire, ce qui constitue à l'époque une attitude sacrilège en totale rupture de la répartition des rôles. Par ailleurs, contrairement à la plupart des autres concubines impériales, elle sait lire et écrire, ce qui lui permet d'assister efficacement Xianfeng. À son contact, elle apprend rapidement la gestion des affaires d'État.

### Sa prise de pouvoir
En 1860, pendant la seconde guerre de l’opium, Français et Anglais attaquent Pékin et la cour doit fuir pour Rehe en Mandchourie. Xianfeng sombre alors dans la dépression et meurt le 22 août 1861, à 30 ans.
Juste avant la mort de l'Empereur, deux groupes s'opposent afin de gouverner. Le premier est constitué de deux cousins favoris de l'Empereur, les princes Yi (en) et Zheng (en). C'est dans le second groupe que Cixi trouve sa place avec à ses côtés le commandant de la garde impériale, Rong Lu (parfois considéré comme un amant secret), et le prince Gong (en) qui garde le trône de Pékin. Cixi dispose aussi de l'appui du Grand eunuque. Quant à Ci'an, la première épouse de l'Empereur et impératrice douairière, elle reste neutre. Elle est dès lors convoitée par les deux factions car elle est supposée exercer la régence à la mort de l'empereur, excepté dans le cas de dispositions contraires de ce dernier.
Un édit accordant les titres de régents et de tuteurs du jeune héritier du trône (le fils de Cixi) est arraché à l'Empereur sur son lit de mort en faveur des princes Yi et Zheng. Par ruse, Cixi dérobe le sceau impérial, lui permettant de valider ou non les décrets impériaux.
Alors que les funérailles de l'Empereur ont lieu, les deux princes désavoués ainsi que leur allié mandarin Su Shun (en) se préparent à remettre la main sur le sceau récemment dérobé. Le convoi doit être attaqué et le sceau récupéré sur le cadavre de l'empereur décédé. Cependant, le complot est éventé, faisant échouer la conspiration, lorsque Rong Lu s'élance à cheval et rattrape les assassins employés par le trio. Quelques jours plus tard, les instigateurs sont éliminés : Su Shun est décapité et les deux princes mandchous reçoivent l'autorisation de se pendre. Ci'an, à la personnalité peu affirmée, se range alors aux côtés de Cixi. Cette dernière, déjà impératrice mère, prend le titre d'Impératrice Mère du Palais d'Occident et Ci'an, d'Impératrice Mère du Palais d'Orient. Elles détiennent désormais le pouvoir suprême en Chine. Gong est nommé conseiller de la Couronne en récompense de sa loyauté. Zaichun, âgé de six ans, est intronisé empereur sous le nom de Tongzhi. Cette succession plutôt inattendue semble redonner du sang neuf à la dynastie mandchoue, jusqu'alors en perdition.

### Maîtresse de l'Empire

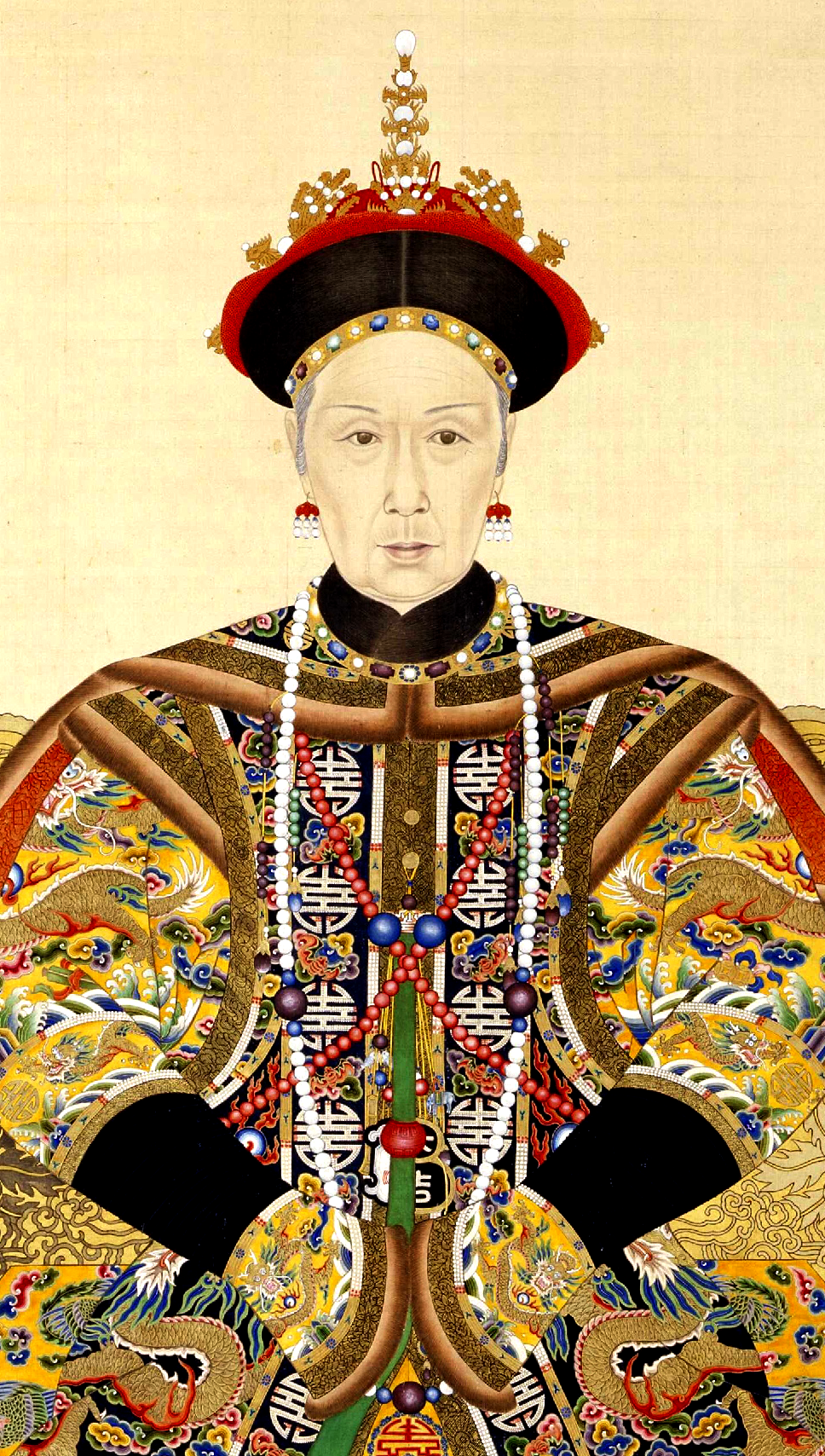
Portrait officiel de l'impératrice douairière Cixi.

À la mort de l’empereur Xianfeng en 1861, Cixi devient impératrice douairière, associée à Ci'an, alors impératrice. Cixi détient alors les pleins pouvoirs pendant que Ci'an reste dans son ombre jusqu'à sa mort en 1881.
À sa majorité en 1873, Tongzhi règne sur la Chine. Cependant Cixi n’a pas l’intention de le laisser changer l’ordre établi : son fils, le nouvel Empereur, règne seulement en apparence tandis qu'elle conserve la mainmise sur les décisions importantes. Les apparences sont maintenues : l'Empereur promulgue les décrets mais la décision véritable revient en fait à la toute-puissante impératrice douairière. Cette pratique est appelée par ses contemporains « régner derrière le rideau », expression à prendre au sens littéral. Cixi a en effet installé dans la salle du trône une tenture suffisamment transparente pour lui permettre de voir le dos de l'Empereur et les gens placés devant lui, mais suffisamment opaque pour qu'elle ne soit pas vue. Assise derrière le trône impérial, elle tire les ficelles de l'Empire, réduisant le « fils du ciel » au rôle de figurant.
Cixi est de religion bouddhiste et aussi taoïste. Elle vénérait en particulier bodhisattva Guanyin, la déesse de la miséricorde.
À cette époque, le jeune Empereur sort de la Cité interdite presque chaque nuit pour se distraire avec des prostituées ou bien fumer de l'opium (drogue introduite d'Inde par les Britanniques et interdite à la consommation par décret impérial). Mais ses excès et sa vie de débauche ne lui permettent pas de tenir longtemps : il meurt à dix-neuf ans à peine, en 1875. À sa mort, selon les annales de la cour, Cixi se déclare bouleversée : « Je croyais pouvoir être heureuse une fois mon fils empereur ; à sa mort, je suis devenue une autre car c'en était fini de mon bonheur ». Mais Cixi n'a pas le temps de sombrer dans le chagrin car l'épouse de Tongzhi est enceinte. Si elle donne naissance à un fils, ce dernier sera proclamé héritier du trône et Cixi sera évincée du pouvoir car la jeune veuve assumerait la régence à sa place. C'est pourquoi elle convoque, le jour même de la mort de son fils, les hauts dignitaires de l'Empire pour faire désigner Zaitian comme héritier — le fils, âgé d'à peine quatre ans, de sa sœur et d’un prince impérial. Cette proclamation apparaît alors comme un véritable coup d'État.
Zaitian devient le nouvel empereur sous le nom de Guangxu, mais il est soumis au même sort que son prédécesseur. Une nouvelle fois, les deux douairières sont chargées de la régence de l’enfant mineur. La mort de Ci'an en 1881 laisse Cixi seule régente. Résolue à préserver la tradition impériale chinoise, Cixi dirige la Cité interdite d'une main de fer. Cependant, elle ne perçoit pas les signes avant-coureurs du déclin de la Chine impériale. À sa majorité, l’Empereur Guangxu se charge personnellement des affaires du gouvernement mais demeure dans les faits la marionnette de Cixi.

### Le déclin de la dynastie

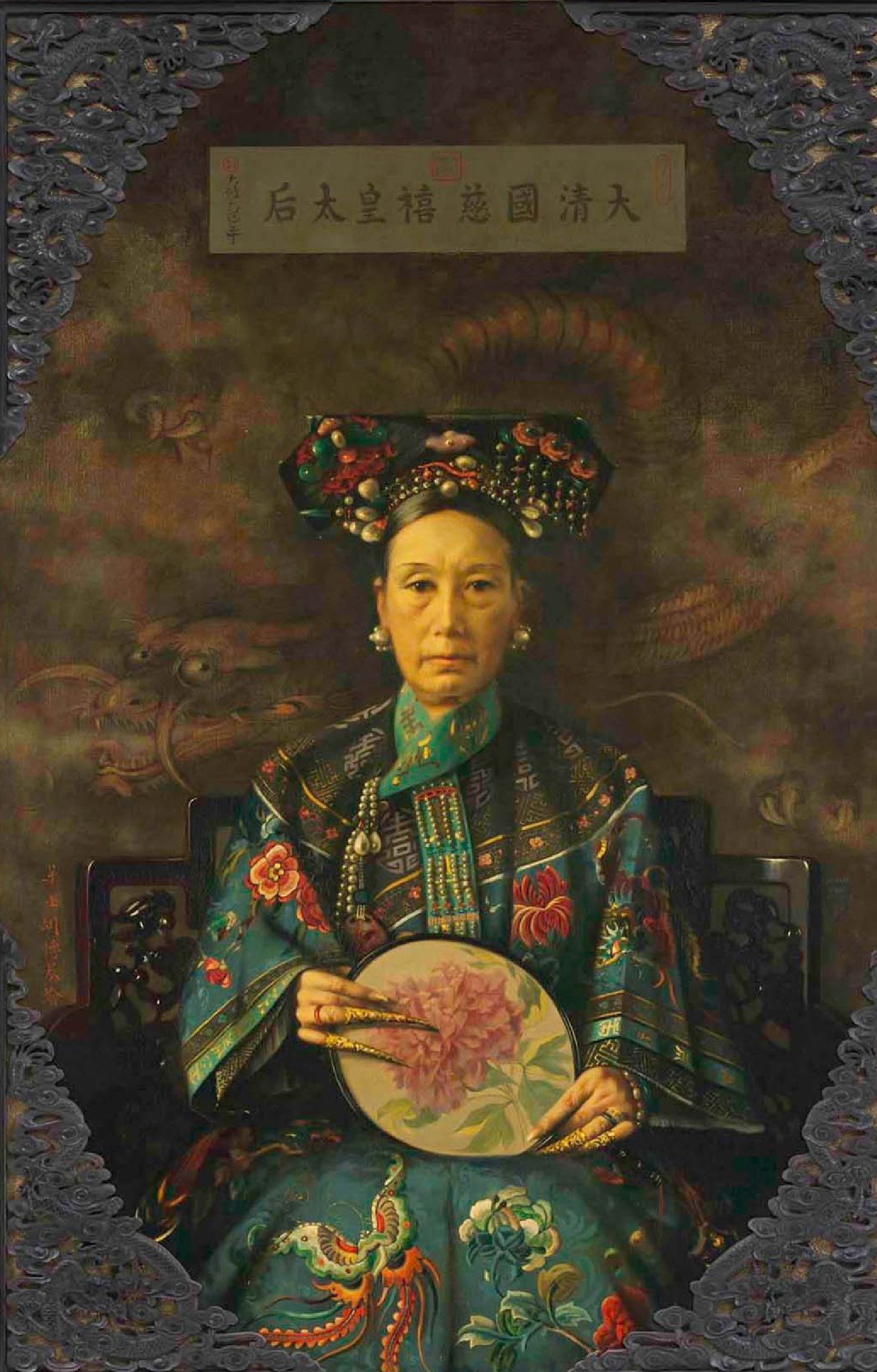
Portrait de l'impératrice Cixi, huile sur toile de Hubert Vos, 1905, musées d'Art de Harvard.

Cixi, vivant dans la Cité interdite avec ses eunuques, considère les Occidentaux comme des barbares et un danger pour la Chine.
En grandissant, Guangxu gagne enfin sa place en tant qu'Empereur de Chine. Comme son prédécesseur, il reste fortement influencé par Cixi mais s'entoure peu à peu de réformateurs influencés par l'action de l'empereur japonais Meiji et les idées occidentales. Il écarte du gouvernement les aristocrates mandchous, gardiens des traditions. Ces derniers, solidaires avec l'impératrice Cixi et l'armée, multiplient les oppositions afin de faire échouer cette tentative de libéralisation de l'empire.
En 1898, alors que la Chine impériale s'affaiblit, Guangxu semble ne pas s’en tenir aux volontés de sa tante et lance la réforme des Cent Jours, un mouvement de réforme dans tous les domaines. Pour contrer cette tentative d'émancipation de son neveu, Cixi n’hésite pas à le discréditer en le déclarant incapable de gouverner. Elle fait exécuter tous les conseillers de l'Empereur avant d'annuler ses décrets ; c'est la fin d'une courte période réformiste. Guangxu, déclaré faible d'esprit, est enfermé dans un pavillon de la Cité interdite. Cixi assure donc la régence une nouvelle fois de 1898 à 1908.
Pujun, le fils de son proche conseiller et neveu par alliance le prince Tuan, est désigné comme héritier du trône. Afin de contrecarrer l'influence des puissances étrangères, et conseillée sur ce point par le prince Tuan, l'impératrice douairière soutient en 1900 la révolte des Boxers. Elle souhaite opposer le patriotisme chinois aux Occidentaux et, par la même occasion, faire oublier les décisions mandchoues qui ne font pas l'unanimité. Les Boxers massacrent les chrétiens chinois ainsi que les prêtres et assiègent les lieux où les étrangers se sont réfugiés. Cependant, l'Alliance des huit nations anéantit la révolte (Allemagne, Autriche-Hongrie, États-Unis, France, Italie, Japon, Royaume-Uni et Russie). Les Occidentaux envoient un corps expéditionnaire pour mettre fin aux émeutes. Cixi est alors forcée de fuir la Cité interdite et Pékin pour se rendre à Xi'an. Pour apaiser les puissances étrangères, elle rend les Boxers responsables du déclenchement des attaques et ordonne aux troupes impériales de participer à la répression du mouvement. La Chine se voit infliger le protocole de paix Boxer. Le 3 janvier 1902, Cixi peut retourner à la Cité interdite à Pékin mais après avoir été obligée de signer un traité obligeant la Chine à payer les réparations liées au conflit pendant près de quarante ans.
Le 3 novembre 1908, Guangxu étant toujours sans enfant à 37 ans, sa tante Cixi, impératrice douairière de Chine et détentrice réelle du pouvoir, nomme un enfant de 2 ans et 10 mois, Puyi, fils de Zaifeng, frère cadet de Guangxu, pour assurer la future succession de l'empereur tout en restant pour longtemps régente.
Subitement, l'empereur Guangxu meurt le 14 novembre 1908 et Cixi s'éteint le lendemain. C'est le dalaï-lama Thubten Gyatso qui conduit les rituels funéraires et rédige l’éloge funèbre. Le petit Puyi hérite du trône sous la régence de son père.

### Assassinat de l'empereur Guangxu
La mort de Cixi, le 15 novembre 1908, un jour après la mort subite de Guangxu, soulève des questions restées sans réponses. Il est possible que Cixi, se sentant mourir, et ne pouvant supporter que l'empereur puisse régner libre et selon ses propres convictions, ait choisi de le supprimer.
Selon une information diffusée en novembre 2008 par l'agence de presse Chine nouvelle et reprise par le journal Le Monde, l'empereur serait mort empoisonné à l'arsenic, à l'instigation de Cixi. En effet, des analyses scientifiques, dont certaines par activation neutronique, auraient révélé dans deux cheveux, deux clavicules, une côte et un os, un taux de contamination par ce poison de 2 400 fois supérieur à la normale,.
Selon Pu Liang, ministre des Rites de la Cour, un eunuque a apporté un yaourt à l'arsenic à Guangxu, peu avant sa mort.
Certains soupçons[Lesquels ?] veulent même que Cixi ait facilité[Comment ?] les escapades nocturnes de son propre « fils », le laissant ainsi susceptible d'attraper des maladies (potentiellement mortelles à l'époque)[réf. nécessaire]. Par ailleurs, Cixi aurait poussé[Comment ?] la veuve de l'empereur Tongzhi, enceinte de quelques mois, au suicide[réf. nécessaire] pour que l’héritier du trône ne voie jamais le jour.
Enfin, l'impératrice Ci’an est elle-même morte après à peine un jour de maladie, certaines sources[Lesquelles ?] indiquent qu'elle aurait été empoisonnée.
La tombe de l'impératrice Cixi est saccagée lors du pillage du mausolée oriental en 1928.

## La légende
Selon la légende prophétisant que la dynastie s'effondrerait par l'entremise d'une fille de la maison de Yehe, le clan Yehe Nara, dont elle était issue, aurait maudit la dynastie Qing. Curieusement, la plupart des empereurs Qing ne prirent jamais de concubines issues de ce clan, jusqu'au choix de Cixi par Xianfeng[réf. souhaitée].

## Bande dessinée
- Tseu Hi La Dame Dragon tome 1 et 2 dans la collection Reines de sang, par Philippe Nihoul et Fabio Mantovaniaux aux Éditions Delcourt, 2015 et 2018.

## Cinéma
- 1914 : The Marked Woman d’Oscar Augustus Constantine Lund avec Jane Stuart.
- 1924 : Manchu Love d'Elmer Clifton avec Etta Lee.
- 1948 : Histoire secrète de la cour des Quing (Quinggong mishi) de Zhu Shilin, actrice non créditée.
- 1963 : Les 55 Jours de Pékin, film de Nicholas Ray retraçant la révolte des Boxers. Le rôle de Cixi est tenu par Flora Robson.
- 1975 : 
  - The Empress Dowager de Li Han Hsiang avec Lisa Lu.
  - La Révolte des Boxers (Pa Kuo Lien Chun) de Chang Cheh avec Li Li Hua.
- 1983 : 
  - Reign Behind a Curtain de Han Hsiang Li avec Liu Xiaoqing.
  - Burning of the Imperial Palace de Li Han Hsiang avec Liu Xiaoqing.
- 1984 : Tan Sitong de Chen Jialin avec Yumei Wang.
- 1987 : Le Dernier Empereur, film de Bernardo Bertolucci retraçant la vie du dernier empereur, Puyi. Le rôle de Cixi est tenu par Lisa Lu.
- 1989 : The Empress Dowager de Li Han Hsiang avec Liu Xiaoqing.
- 1995 : Mao Pai Huang Di de Lau Kwok-kuen avec Petrina Fung Bob-o.
- 2007 : La Cité interdite de Pékin – 2. La Conspiration de la concubine (Chinas verbotene Stadt – 2. Die Herrschaft der Konkubine) de Christian Twente.

## Dessin animé
- L'impératrice douairière Cixi est l'antagoniste principal du dessin animé Les Jumeaux du bout du monde.

## Divers
- Son nom, Cixi, ainsi que celui de la corégente Ci'an (C'ian dans la bande dessinée), a été donné aux deux personnages féminins accompagnant les aventures de Lanfeust dans l'album Lanfeust de Troy et sa suite Lanfeust des étoiles, bandes dessinées de Christophe Arleston et Didier Tarquin. Le tome 6 de la première série est d'ailleurs titré Cixi impératrice. En 2009, la série de trois tomes Cixi de Troy lui est consacrée.
- Elle est l'un des personnages principaux de la fresque historique romanesque d'Asada Jirô Le roman de la Cité interdite qui raconte le déclin de l'Empire chinois.
- George Soulié de Morant, Tseu-H’si, impératrice des Boxers, édition Nilsson, 1911.